# SV Stahl Thale
SV Stahl Thale (niem. Sportverein Stahl Thale e. V.) – niemiecki klub piłkarski, mający siedzibę w mieście Thale, na wschodzie kraju, grający od sezonu 2020/21 w rozgrywkach Landesliga Sachsen-Anhalt (D7).

## Historia
Chronologia nazw:
- 1904: Thaler Fußball-Club
- 1907: SC Thale – po fuzji z SC Union Thale
- 1910: Thalenser FC 1904
- 1917: SpVgg Thale – po fuzji z FC Viktoria 1911 Thale
- 1945: klub rozwiązano
- 1945: KWU Thale
- 1946: SG EHW Thale (Sportgemeinschaft Eisenhüttenwerk Thale)
- 1949: BSG EHW Thale (Betriebssportgemeinschaft Eisenhüttenwerk Thale)
- 1951: BSG Stahl Thale (Betriebssportgemeinschaft Stahl Thale)
- 1990: klub rozwiązano
- 1990: SV Stahl Thale (Sportverein Stahl Thale)
- 1992: SV Thale 04 (Spielvereinigung Thale 04) – po wyodrębnieniu sekcji
- 2001: SV Stahl Thale (Sportverein Stahl Thale) – po zjednoczeniu sekcji

Klub piłkarski SV Stahl Thale został założony w Thale 6 lipca 1990 roku. Pierwszy klub piłkarski w Thale powstał 12 października 1904 roku pod nazwą Thaler Fußball-Club. Po nim 4 maja 1905 roku pojawił się FC Union Thale. SC Askania Thale dołączył do Thaler FC w 1917 roku, a z powodu wojny klub ten połączył się z FC Viktoria 1911 Thale, tworząc SpVgg Thale 30 maja 1917 roku. W 1920 roku powstało nowe stowarzyszenie VfB Sportfreunde Thale. Następnie, 1 lipca 1931 roku, został utworzony SC Preußen Thale. 
Po zakończeniu II wojny światowej w 1945 roku wszystkie istniejące kluby w tej miejscowości zostały rozwiązane przez sowiecką administrację okupacyjną, podobnie jak wszystkie inne niemieckie kluby i stowarzyszenia zgodnie z dyrektywą nr 23, ogłoszoną w Berlinie 17 grudnia 1945 roku przez Sojuszniczą Radę Kontroli. W październiku 1945 roku nowe władze utworzyły Sportgemeinschaft Thale, w ramach którego powstał klub piłkarski KWU Thale. Piłkarze znaleźli wsparcie w hucie żelaza z siedzibą w Thale, dlatego 1 maja 1946 klub sportowy został przemianowany na SG Eisenhüttenwerk Thale. Po powstaniu NRD sport został przekształcony na nową podstawę gospodarczą, tzw. firmy sponsorujące utworzyły zakładowe stowarzyszenia sportowe (BSG), które wspierały finansowo. W Thale 17 stycznia 1951 roku dotychczasowa społeczność sportowa została przekształcona w BSG Stahl Thale, a huta nadal była firmą wspierającą.
Zespół rozpoczął rozgrywki w 1946 roku w okręgu Quedlinburg (Kreisklasse Quedlinburg). W sezonie 1948/49 zwyciężył w grupie West Bezirksklasse Sachsen-Anhalt. W sezonie 1949/50, kiedy po raz pierwszy odbyły się mistrzostwa NRD, po wygranym 3:1 finale z ZSG Hydrierwerke Zeitz zdobył mistrzostwo Saksonii-Anhalt - Landesklasse Sachsen-Anhalt (D2), a po kolejnej rundzie awansu do Oberligi 25 czerwca 1950 roku zajął trzecie miejsce, uzyskując prawo awansu do najwyższej klasy piłkarskiej NRD. Również w 1950 zdobył Puchar NRD, 3 września 1950 roku wygrywając 4:0 finał z KVU Erfurt.
W debiutanckim sezonie 1950/51 w Oberlidze NRD zespół zajął siódme miejsce wśród 18 drużyn (najlepszy wynik wśród debiutantów tego sezonu), a jego napastnik Werner Oberlander zajął trzecie miejsce w klasyfikacji króla strzelców z 31 golami. W sezonie 1951/52 piłkarze zajęli 13. miejsce, a w sezonie 1952/53 pokazali swój najlepszy wynik - piąte miejsce. W sezonie 1953/54 zespół zajął ostatnie miejsce i spadł do DDR-Liga.
Następnie klub grał w drugiej (1954/55, 1976–1978, 1979–1984, 1987–1990) i trzeciej lidze (1955–1976, 1978/79, 1984–1987) mistrzostw NRD. 
Po zjednoczeniu Niemiec klub został w lipcu 1990 roku reorganizowany jako nowy podmiot prawny. Drużyna została włączona do południowego oddziału nowo utworzonej NOFV-Liga Nordost (D3), kończąc inauguracyjny sezon 1990/91 na trzecim miejscu. W marcu 1992 roku drużyna piłkarska oddzieliła się od reszty klubu i założyła SV Thale 04, aby upamiętnić klub o tej samej nazwie założony w 1904 roku. Jednak nowo utworzona drużyna w pierwszym sezonie zajęła ósme miejsce w grupie Mitte Oberliga Nordost (D3), a w następnym sezonie 1992/93 ostatnie 17.miejsce i dlatego została zdegradowana do Verbandsliga Sachsen-Anhalt (D4). W 1994 w związku z utworzeniem Regionalligen (D3), poziom ligi spadł na 5 stopień hierarchii. Po zakończeniu sezonu 1999/2000 klub spadł do Landesliga Sachsen-Anhalt (D6). Sezon później, 1 lipca 2001 roku, zakończyła się przygoda SpVgg Thale 04 jako niezależnego kręgu. Jednostka powróciła do bycia oddziałem SV Stahl Thale. Po spędzeniu sezonu 2002/03 w siódmej lidze Kreisliga Quedlinburg piłkarze awansowali z powrotem do Landesliga Sachsen-Anhalt w 2005 roku. Po zakończeniu sezonu 2010/11 klub spadł do Landesklasse Sachsen-Anhalt (D8). W 2013 roku zespół wrócił do Landesliga Sachsen-Anhalt na pięć sezonów, zanim ponownie został zdegradowany do Landesklasse Sachsen-Anhalt. Po zakończeniu sezonu 2019/20 awansował z powrotem do siódmej ligi niemieckiej.

## Barwy klubowe, strój, herb, hymn
|  |  |

Klub ma barwy zielono-białe. Piłkarze domowe spotkania zazwyczaj grają w zielonych koszulkach, zielonych spodenkach oraz białych getrach.

## Sukcesy

### Trofea międzynarodowe
Do chwili obecnej klub jeszcze nigdy nie zakwalifikował się do rozgrywek europejskich.

### Trofea krajowe
Niemcy
| \| \| Zdobyte trofea w rozgrywkach Niemiec (stan na: 31-05-2021) \| |                                                            |      |          |
| Rozgrywki                                                           | Osiągnięcie                                                | Razy | Sezon(y) |
| · Mistrzostwo                                                       | I miejsce                                                  | 0    |          |
| · Mistrzostwo                                                       | II miejsce                                                 | 0    |          |
| · Mistrzostwo                                                       | III miejsce                                                | 0    |          |
| Puchar                                                              | zdobywca                                                   | 0    |          |
| Puchar                                                              | finalista                                                  | 0    |          |
| Puchar                                                              | 2 runda kw.                                                | 1    | 1991/92  |
| · II liga                                                           | I miejsce                                                  | 0    |          |
| · II liga                                                           | II miejsce                                                 | 0    |          |
| · II liga                                                           | III miejsce                                                | 0    |          |
| Niemcy                                                              | Zdobyte trofea w rozgrywkach Niemiec (stan na: 31-05-2021) |      |          |

- Verbandsliga Sachsen-Anhalt (IV poziom):
  - wicemistrz (1): 1963/64 (gr.1)

NRD
| \| \| Zdobyte trofea w rozgrywkach Niemiec (stan na: 31-05-1991) \| |                                                            |      |                       |
| Rozgrywki                                                           | Osiągnięcie                                                | Razy | Sezon(y)              |
| · Mistrzostwo                                                       | I miejsce                                                  | 0    |                       |
| · Mistrzostwo                                                       | II miejsce                                                 | 0    |                       |
| · Mistrzostwo                                                       | III miejsce                                                | 0    |                       |
| · Mistrzostwo                                                       | 5.miejsce                                                  | 1    | 1952/53               |
| Puchar                                                              | zdobywca                                                   | 1    | 1950                  |
| Puchar                                                              | finalista                                                  | 0    |                       |
| · II liga                                                           | I miejsce                                                  | 1    | 1950 (Sachsen-Anhalt) |
| · II liga                                                           | II miejsce                                                 | 1    | 1987/88 (gr.B)        |
| · II liga                                                           | III miejsce                                                | 1    | 1990/91 (gr.B)        |
|                                                                     | Zdobyte trofea w rozgrywkach Niemiec (stan na: 31-05-1991) |      |                       |

- Bezirksliga Halle (III poziom):
  - mistrz (4): 1977/76, 1978/79, 1985/86, 1986/87
  - wicemistrz (1): 1963/64 (gr.1)

## Poszczególne sezony
| Sezon   | Liga                                      | M                                       | Z                                       | R                                       | P                                       | B+                                      | B–                                      | Pkt                                     | Poz                                     | Puchar                                  | R.                                      | W.                                      | R.                                      | W.                                      | Piłkarz                                 | Br.                                     | Uwagi                                     |
| Sezon   | Mistrzostwa krajowe                       | Mistrzostwa krajowe                     | Mistrzostwa krajowe                     | Mistrzostwa krajowe                     | Mistrzostwa krajowe                     | Mistrzostwa krajowe                     | Mistrzostwa krajowe                     | Mistrzostwa krajowe                     | Mistrzostwa krajowe                     | Puchar                                  | Inne puchary krajowe                    | Inne puchary krajowe                    | Puchary między- narodowe                | Puchary między- narodowe                | Król strzelców                          | Król strzelców                          | Uwagi                                     |
| ------- | ----------------------------------------- | --------------------------------------- | --------------------------------------- | --------------------------------------- | --------------------------------------- | --------------------------------------- | --------------------------------------- | --------------------------------------- | --------------------------------------- | --------------------------------------- | --------------------------------------- | --------------------------------------- | --------------------------------------- | --------------------------------------- | --------------------------------------- | --------------------------------------- | ----------------------------------------- |
| 1904    | założono Thaler FC                        | założono Thaler FC                      | założono Thaler FC                      | założono Thaler FC                      | założono Thaler FC                      | założono Thaler FC                      | założono Thaler FC                      | założono Thaler FC                      | założono Thaler FC                      | założono Thaler FC                      | założono Thaler FC                      | założono Thaler FC                      | założono Thaler FC                      | założono Thaler FC                      | założono Thaler FC                      | założono Thaler FC                      | założono Thaler FC                        |
| 1907    | zmieniono nazwę na SC Thale               | zmieniono nazwę na SC Thale             | zmieniono nazwę na SC Thale             | zmieniono nazwę na SC Thale             | zmieniono nazwę na SC Thale             | zmieniono nazwę na SC Thale             | zmieniono nazwę na SC Thale             | zmieniono nazwę na SC Thale             | zmieniono nazwę na SC Thale             | zmieniono nazwę na SC Thale             | zmieniono nazwę na SC Thale             | zmieniono nazwę na SC Thale             | zmieniono nazwę na SC Thale             | zmieniono nazwę na SC Thale             | zmieniono nazwę na SC Thale             | zmieniono nazwę na SC Thale             | zmieniono nazwę na SC Thale               |
| 1910    | zmieniono nazwę na Thalenser FC 1904      | zmieniono nazwę na Thalenser FC 1904    | zmieniono nazwę na Thalenser FC 1904    | zmieniono nazwę na Thalenser FC 1904    | zmieniono nazwę na Thalenser FC 1904    | zmieniono nazwę na Thalenser FC 1904    | zmieniono nazwę na Thalenser FC 1904    | zmieniono nazwę na Thalenser FC 1904    | zmieniono nazwę na Thalenser FC 1904    | zmieniono nazwę na Thalenser FC 1904    | zmieniono nazwę na Thalenser FC 1904    | zmieniono nazwę na Thalenser FC 1904    | zmieniono nazwę na Thalenser FC 1904    | zmieniono nazwę na Thalenser FC 1904    | zmieniono nazwę na Thalenser FC 1904    | zmieniono nazwę na Thalenser FC 1904    | zmieniono nazwę na Thalenser FC 1904      |
| 1917    | zmieniono nazwę na SpVgg Thale            | zmieniono nazwę na SpVgg Thale          | zmieniono nazwę na SpVgg Thale          | zmieniono nazwę na SpVgg Thale          | zmieniono nazwę na SpVgg Thale          | zmieniono nazwę na SpVgg Thale          | zmieniono nazwę na SpVgg Thale          | zmieniono nazwę na SpVgg Thale          | zmieniono nazwę na SpVgg Thale          | zmieniono nazwę na SpVgg Thale          | zmieniono nazwę na SpVgg Thale          | zmieniono nazwę na SpVgg Thale          | zmieniono nazwę na SpVgg Thale          | zmieniono nazwę na SpVgg Thale          | zmieniono nazwę na SpVgg Thale          | zmieniono nazwę na SpVgg Thale          | zmieniono nazwę na SpVgg Thale            |
| 1945    | klub rozwiązano                           | klub rozwiązano                         | klub rozwiązano                         | klub rozwiązano                         | klub rozwiązano                         | klub rozwiązano                         | klub rozwiązano                         | klub rozwiązano                         | klub rozwiązano                         | klub rozwiązano                         | klub rozwiązano                         | klub rozwiązano                         | klub rozwiązano                         | klub rozwiązano                         | klub rozwiązano                         | klub rozwiązano                         | klub rozwiązano                           |
| 1946    | Kreisklasse Quedlinburg                   |                                         |                                         |                                         |                                         |                                         |                                         |                                         | ?                                       | nie org.                                |                                         |                                         |                                         |                                         |                                         |                                         | nie startował                             |
| 1947    | Kreisklasse Quedlinburg                   |                                         |                                         |                                         |                                         |                                         |                                         |                                         | ?                                       | nie org.                                |                                         |                                         |                                         |                                         |                                         |                                         | nie startował                             |
| 1948    | Kreisklasse Quedlinburg                   |                                         |                                         |                                         |                                         |                                         |                                         |                                         | ?                                       | nie org.                                |                                         |                                         |                                         |                                         |                                         |                                         | nie startował                             |
| 1948/49 | Bezirksklasse Sachsen-Anhalt, West        |                                         |                                         |                                         |                                         |                                         |                                         |                                         | 1                                       | 1/4 f                                   |                                         |                                         |                                         |                                         |                                         |                                         |                                           |
| 1949/50 | Landesklasse Sachsen-Anhalt, Staffel Nord | 22                                      |                                         |                                         |                                         | 94                                      | 30                                      | 37                                      | 1                                       | 1                                       |                                         |                                         |                                         |                                         |                                         |                                         | wygrał 3:1 finał z ZSG Hydrierwerke Zeitz |
| 1949/50 | Landesklasse Sachsen-Anhalt               | 1                                       | 1                                       | 0                                       | 0                                       | 3                                       | 1                                       | 2                                       | 1                                       | 1                                       |                                         |                                         |                                         |                                         |                                         |                                         | wygrał 3:1 finał z ZSG Hydrierwerke Zeitz |
| 1950/51 | DDR-Oberliga                              | 34                                      | 17                                      | 5                                       | 12                                      | 82                                      | 65                                      | 39                                      | 7                                       | nie org.                                |                                         |                                         |                                         |                                         |                                         |                                         |                                           |
| 1951/52 | DDR-Oberliga                              | 36                                      | 12                                      | 7                                       | 17                                      | 52                                      | 59                                      | 31                                      | 13                                      | 1/4 f                                   |                                         |                                         |                                         |                                         |                                         |                                         |                                           |
| 1952/53 | DDR-Oberliga                              | 32                                      | 14                                      | 8                                       | 10                                      | 45                                      | 47                                      | 36                                      | 5                                       | nie org.                                |                                         |                                         |                                         |                                         |                                         |                                         |                                           |
| 1953/54 | DDR-Oberliga                              | 28                                      | 4                                       | 7                                       | 17                                      | 28                                      | 59                                      | 15                                      | 15                                      | 1/32 f                                  |                                         |                                         |                                         |                                         |                                         |                                         |                                           |
| 1954/55 | DDR-Liga                                  | 26                                      | 3                                       | 3                                       | 20                                      | 28                                      | 83                                      | 9                                       | 13                                      | 1/16 f                                  |                                         |                                         |                                         |                                         |                                         |                                         |                                           |
| 1955    | II. DDR-Liga                              |                                         |                                         |                                         |                                         |                                         |                                         |                                         | ?                                       | nie org.                                |                                         |                                         |                                         |                                         |                                         |                                         |                                           |
| 1956    | II. DDR-Liga                              |                                         |                                         |                                         |                                         |                                         |                                         |                                         | ?                                       | 1/32 f                                  |                                         |                                         |                                         |                                         |                                         |                                         |                                           |
| 1957    | II. DDR-Liga                              |                                         |                                         |                                         |                                         |                                         |                                         |                                         | ?                                       | 1/16 f                                  |                                         |                                         |                                         |                                         |                                         |                                         |                                           |
| 1958    | II. DDR-Liga                              |                                         |                                         |                                         |                                         |                                         |                                         |                                         | ?                                       | nie zakw.                               |                                         |                                         |                                         |                                         |                                         |                                         |                                           |
| 1959    | II. DDR-Liga                              |                                         |                                         |                                         |                                         |                                         |                                         |                                         | ?                                       | 1/32 f                                  |                                         |                                         |                                         |                                         |                                         |                                         |                                           |
| 1960    | II. DDR-Liga                              |                                         |                                         |                                         |                                         |                                         |                                         |                                         | ?                                       | 1/32 f                                  |                                         |                                         |                                         |                                         |                                         |                                         |                                           |
| 1961/62 | II. DDR-Liga                              |                                         |                                         |                                         |                                         |                                         |                                         |                                         | ?                                       | 1/16 f                                  |                                         |                                         |                                         |                                         |                                         |                                         |                                           |
| 1962/63 | II. DDR-Liga                              |                                         |                                         |                                         |                                         |                                         |                                         |                                         | ?                                       | nie zakw.                               |                                         |                                         |                                         |                                         |                                         |                                         |                                           |
| 1963/64 | Bezirksliga Halle, Staffel 1              |                                         |                                         |                                         |                                         |                                         |                                         |                                         | 2                                       | 1/32 f                                  |                                         |                                         |                                         |                                         |                                         |                                         |                                           |
| 1964/65 | Bezirksliga Halle                         |                                         |                                         |                                         |                                         |                                         |                                         |                                         | ?                                       | nie zakw.                               |                                         |                                         |                                         |                                         |                                         |                                         |                                           |
| 1965/66 | Bezirksliga Halle                         |                                         |                                         |                                         |                                         |                                         |                                         |                                         | ?                                       | nie zakw.                               |                                         |                                         |                                         |                                         |                                         |                                         |                                           |
| 1966/67 | Bezirksliga Halle                         |                                         |                                         |                                         |                                         |                                         |                                         |                                         | ?                                       | nie zakw.                               |                                         |                                         |                                         |                                         |                                         |                                         |                                           |
| 1966/68 | Bezirksliga Halle                         |                                         |                                         |                                         |                                         |                                         |                                         |                                         | ?                                       | nie zakw.                               |                                         |                                         |                                         |                                         |                                         |                                         |                                           |
| 1968/69 | Bezirksliga Halle                         |                                         |                                         |                                         |                                         |                                         |                                         |                                         | ?                                       | nie zakw.                               |                                         |                                         |                                         |                                         |                                         |                                         |                                           |
| 1969/70 | Bezirksliga Halle                         |                                         |                                         |                                         |                                         |                                         |                                         |                                         | ?                                       | nie zakw.                               |                                         |                                         |                                         |                                         |                                         |                                         |                                           |
| 1970/71 | Bezirksliga Halle                         |                                         |                                         |                                         |                                         |                                         |                                         |                                         | ?                                       | nie zakw.                               |                                         |                                         |                                         |                                         |                                         |                                         |                                           |
| 1971/72 | Bezirksliga Halle                         |                                         |                                         |                                         |                                         |                                         |                                         |                                         | ?                                       | nie zakw.                               |                                         |                                         |                                         |                                         |                                         |                                         |                                           |
| 1972/73 | Bezirksliga Halle                         |                                         |                                         |                                         |                                         |                                         |                                         |                                         | ?                                       | nie zakw.                               |                                         |                                         |                                         |                                         |                                         |                                         |                                           |
| 1973/74 | Bezirksliga Halle                         |                                         |                                         |                                         |                                         |                                         |                                         |                                         | ?                                       | nie zakw.                               |                                         |                                         |                                         |                                         |                                         |                                         |                                           |
| 1974/75 | Bezirksliga Halle                         |                                         |                                         |                                         |                                         |                                         |                                         |                                         | ?                                       | nie zakw.                               |                                         |                                         |                                         |                                         |                                         |                                         |                                           |
| 1975/76 | Bezirksliga Halle                         |                                         |                                         |                                         |                                         |                                         |                                         |                                         | 1                                       | nie zakw.                               |                                         |                                         |                                         |                                         |                                         |                                         |                                           |
| 1976/77 | DDR-Liga, Staffel C                       | 22                                      | 5                                       | 8                                       | 9                                       | 23                                      | 31                                      | 18                                      | 9                                       | nie zakw.                               |                                         |                                         |                                         |                                         |                                         |                                         |                                           |
| 1977/78 | DDR-Liga, Staffel C                       | 22                                      | 6                                       | 4                                       | 12                                      | 26                                      | 41                                      | 16                                      | 11                                      | 1/16 f                                  |                                         |                                         |                                         |                                         |                                         |                                         |                                           |
| 1978/79 | Bezirksliga Halle                         |                                         |                                         |                                         |                                         |                                         |                                         |                                         | 1                                       | nie zakw.                               |                                         |                                         |                                         |                                         |                                         |                                         |                                           |
| 1979/80 | DDR-Liga, Staffel C                       | 22                                      | 7                                       | 9                                       | 6                                       | 31                                      | 27                                      | 23                                      | 5                                       | 1/16 f                                  |                                         |                                         |                                         |                                         |                                         |                                         |                                           |
| 1980/81 | DDR-Liga, Staffel C                       | 22                                      | 10                                      | 6                                       | 6                                       | 33                                      | 24                                      | 26                                      | 6                                       | 1/32 f                                  |                                         |                                         |                                         |                                         |                                         |                                         |                                           |
| 1981/82 | DDR-Liga, Staffel C                       | 22                                      | 7                                       | 5                                       | 10                                      | 32                                      | 31                                      | 19                                      | 9                                       | 1/16 f                                  |                                         |                                         |                                         |                                         |                                         |                                         |                                           |
| 1982/83 | DDR-Liga, Staffel C                       | 22                                      | 8                                       | 5                                       | 9                                       | 27                                      | 29                                      | 21                                      | 5                                       | 1/16 f                                  |                                         |                                         |                                         |                                         |                                         |                                         |                                           |
| 1983/84 | DDR-Liga, Staffel C                       | 22                                      | 4                                       | 8                                       | 10                                      | 23                                      | 33                                      | 16                                      | 10                                      | 1/16 f                                  |                                         |                                         |                                         |                                         |                                         |                                         |                                           |
| 1984/85 | Bezirksliga Halle                         |                                         |                                         |                                         |                                         |                                         |                                         |                                         | ?                                       | 1/32 f                                  |                                         |                                         |                                         |                                         |                                         |                                         |                                           |
| 1985/86 | Bezirksliga Halle                         |                                         |                                         |                                         |                                         |                                         |                                         |                                         | 1                                       | nie zakw.                               |                                         |                                         |                                         |                                         |                                         |                                         |                                           |
| 1986/87 | Bezirksliga Halle                         |                                         |                                         |                                         |                                         |                                         |                                         |                                         | 1                                       | nie zakw.                               |                                         |                                         |                                         |                                         |                                         |                                         |                                           |
| 1987/88 | DDR-Liga, Staffel B                       | 34                                      | 14                                      | 14                                      | 6                                       | 57                                      | 40                                      | 42                                      | 2                                       | 1/32 f                                  |                                         |                                         |                                         |                                         |                                         |                                         |                                           |
| 1988/89 | DDR-Liga, Staffel B                       | 34                                      | 10                                      | 11                                      | 13                                      | 35                                      | 43                                      | 31                                      | 14                                      | 1/16 f                                  |                                         |                                         |                                         |                                         |                                         |                                         |                                           |
| 1989/90 | DDR-Liga, Staffel B                       | 34                                      | 13                                      | 11                                      | 10                                      | 48                                      | 47                                      | 37                                      | 6                                       | 1/16 f                                  |                                         |                                         |                                         |                                         |                                         |                                         |                                           |
| 1990    | klub rozwiązano                           | klub rozwiązano                         | klub rozwiązano                         | klub rozwiązano                         | klub rozwiązano                         | klub rozwiązano                         | klub rozwiązano                         | klub rozwiązano                         | klub rozwiązano                         | klub rozwiązano                         | klub rozwiązano                         | klub rozwiązano                         | klub rozwiązano                         | klub rozwiązano                         | klub rozwiązano                         | klub rozwiązano                         | klub rozwiązano                           |
| 1990    | klub reorganizowano jako SV Stahl Thale   | klub reorganizowano jako SV Stahl Thale | klub reorganizowano jako SV Stahl Thale | klub reorganizowano jako SV Stahl Thale | klub reorganizowano jako SV Stahl Thale | klub reorganizowano jako SV Stahl Thale | klub reorganizowano jako SV Stahl Thale | klub reorganizowano jako SV Stahl Thale | klub reorganizowano jako SV Stahl Thale | klub reorganizowano jako SV Stahl Thale | klub reorganizowano jako SV Stahl Thale | klub reorganizowano jako SV Stahl Thale | klub reorganizowano jako SV Stahl Thale | klub reorganizowano jako SV Stahl Thale | klub reorganizowano jako SV Stahl Thale | klub reorganizowano jako SV Stahl Thale | klub reorganizowano jako SV Stahl Thale   |
| 1990/91 | NOFV-Liga, Staffel B                      | 30                                      | 12                                      | 15                                      | 3                                       | 44                                      | 23                                      | 39                                      | 3                                       | 1/8 f                                   |                                         |                                         |                                         |                                         |                                         |                                         |                                           |
| 1991/92 | Oberliga Nordost, Staffel Mitte           | 38                                      | 16                                      | 11                                      | 11                                      | 46                                      | 33                                      | 43                                      | 8                                       | 2r. kw.                                 |                                         |                                         |                                         |                                         |                                         |                                         |                                           |
| 1992    | zmieniono nazwę na SV Thale 04            | zmieniono nazwę na SV Thale 04          | zmieniono nazwę na SV Thale 04          | zmieniono nazwę na SV Thale 04          | zmieniono nazwę na SV Thale 04          | zmieniono nazwę na SV Thale 04          | zmieniono nazwę na SV Thale 04          | zmieniono nazwę na SV Thale 04          | zmieniono nazwę na SV Thale 04          | zmieniono nazwę na SV Thale 04          | zmieniono nazwę na SV Thale 04          | zmieniono nazwę na SV Thale 04          | zmieniono nazwę na SV Thale 04          | zmieniono nazwę na SV Thale 04          | zmieniono nazwę na SV Thale 04          | zmieniono nazwę na SV Thale 04          | zmieniono nazwę na SV Thale 04            |
| 1992/93 | Oberliga Nordost, Staffel Mitte           | 32                                      | 3                                       | 7                                       | 22                                      | 19                                      | 78                                      | 13                                      | 17                                      | nie zakw.                               |                                         |                                         |                                         |                                         |                                         |                                         |                                           |
| 1993/94 | Verbandsliga Sachsen-Anhalt               |                                         |                                         |                                         |                                         |                                         |                                         |                                         | 2                                       | nie zakw.                               |                                         |                                         |                                         |                                         |                                         |                                         |                                           |
| 1994/95 | Verbandsliga Sachsen-Anhalt               |                                         |                                         |                                         |                                         |                                         |                                         |                                         | ?                                       | nie zakw.                               |                                         |                                         |                                         |                                         |                                         |                                         | reforma ligi                              |
| 1995/96 | Verbandsliga Sachsen-Anhalt               |                                         |                                         |                                         |                                         |                                         |                                         |                                         | ?                                       | nie zakw.                               |                                         |                                         |                                         |                                         |                                         |                                         |                                           |
| 1996/97 | Verbandsliga Sachsen-Anhalt               |                                         |                                         |                                         |                                         |                                         |                                         |                                         | ?                                       | nie zakw.                               |                                         |                                         |                                         |                                         |                                         |                                         |                                           |
| 1997/98 | Verbandsliga Sachsen-Anhalt               |                                         |                                         |                                         |                                         |                                         |                                         |                                         | 2                                       | nie zakw.                               |                                         |                                         |                                         |                                         |                                         |                                         |                                           |
| 1998/99 | Verbandsliga Sachsen-Anhalt               |                                         |                                         |                                         |                                         |                                         |                                         |                                         | ?                                       | nie zakw.                               |                                         |                                         |                                         |                                         |                                         |                                         |                                           |
| 1999/00 | Verbandsliga Sachsen-Anhalt               |                                         |                                         |                                         |                                         |                                         |                                         |                                         | ?                                       | nie zakw.                               |                                         |                                         |                                         |                                         |                                         |                                         |                                           |
| 2000/01 | Landesliga Sachsen-Anhalt                 |                                         |                                         |                                         |                                         |                                         |                                         |                                         | ?                                       | nie zakw.                               |                                         |                                         |                                         |                                         |                                         |                                         |                                           |
| 2001    | zmieniono nazwę na SV Stahl Thale         | zmieniono nazwę na SV Stahl Thale       | zmieniono nazwę na SV Stahl Thale       | zmieniono nazwę na SV Stahl Thale       | zmieniono nazwę na SV Stahl Thale       | zmieniono nazwę na SV Stahl Thale       | zmieniono nazwę na SV Stahl Thale       | zmieniono nazwę na SV Stahl Thale       | zmieniono nazwę na SV Stahl Thale       | zmieniono nazwę na SV Stahl Thale       | zmieniono nazwę na SV Stahl Thale       | zmieniono nazwę na SV Stahl Thale       | zmieniono nazwę na SV Stahl Thale       | zmieniono nazwę na SV Stahl Thale       | zmieniono nazwę na SV Stahl Thale       | zmieniono nazwę na SV Stahl Thale       | zmieniono nazwę na SV Stahl Thale         |
| 2001/02 | Landesliga Sachsen-Anhalt                 |                                         |                                         |                                         |                                         |                                         |                                         |                                         | ?                                       | nie zakw.                               |                                         |                                         |                                         |                                         |                                         |                                         |                                           |
| 2002/03 | Kreisliga Quedlinburg                     |                                         |                                         |                                         |                                         |                                         |                                         |                                         | ?                                       | nie zakw.                               |                                         |                                         |                                         |                                         |                                         |                                         |                                           |
| 2003/04 | Landesklasse Sachsen-Anhalt               |                                         |                                         |                                         |                                         |                                         |                                         |                                         | ?                                       | nie zakw.                               |                                         |                                         |                                         |                                         |                                         |                                         |                                           |
| 2004/05 | Landesklasse Sachsen-Anhalt               |                                         |                                         |                                         |                                         |                                         |                                         |                                         | ?                                       | nie zakw.                               |                                         |                                         |                                         |                                         |                                         |                                         |                                           |
| 2005/06 | Landesliga Sachsen-Anhalt, Staffel Mitte  |                                         |                                         |                                         |                                         |                                         |                                         |                                         | 2                                       | nie zakw.                               |                                         |                                         |                                         |                                         |                                         |                                         |                                           |
| 2006/07 | Landesliga Sachsen-Anhalt                 |                                         |                                         |                                         |                                         |                                         |                                         |                                         | ?                                       | nie zakw.                               |                                         |                                         |                                         |                                         |                                         |                                         |                                           |
| 2007/08 | Landesliga Sachsen-Anhalt                 |                                         |                                         |                                         |                                         |                                         |                                         |                                         | ?                                       | nie zakw.                               |                                         |                                         |                                         |                                         |                                         |                                         |                                           |
| 2008/09 | Landesliga Sachsen-Anhalt                 |                                         |                                         |                                         |                                         |                                         |                                         |                                         | ?                                       | nie zakw.                               |                                         |                                         |                                         |                                         |                                         |                                         | reforma ligi                              |
| 2009/10 | Landesliga Sachsen-Anhalt                 |                                         |                                         |                                         |                                         |                                         |                                         |                                         | ?                                       | nie zakw.                               |                                         |                                         |                                         |                                         |                                         |                                         |                                           |
| 2010/11 | Landesliga Sachsen-Anhalt                 |                                         |                                         |                                         |                                         |                                         |                                         |                                         | ?                                       | nie zakw.                               |                                         |                                         |                                         |                                         |                                         |                                         |                                           |
| 2011/12 | Landesklasse Sachsen-Anhalt               |                                         |                                         |                                         |                                         |                                         |                                         |                                         | ?                                       | nie zakw.                               |                                         |                                         |                                         |                                         |                                         |                                         |                                           |
| 2012/13 | Landesklasse Sachsen-Anhalt               |                                         |                                         |                                         |                                         |                                         |                                         |                                         | ?                                       | nie zakw.                               |                                         |                                         |                                         |                                         |                                         |                                         |                                           |
| 2013/14 | Landesliga Sachsen-Anhalt                 |                                         |                                         |                                         |                                         |                                         |                                         |                                         | ?                                       | nie zakw.                               |                                         |                                         |                                         |                                         |                                         |                                         |                                           |
| 2014/15 | Landesliga Sachsen-Anhalt                 |                                         |                                         |                                         |                                         |                                         |                                         |                                         | ?                                       | nie zakw.                               |                                         |                                         |                                         |                                         |                                         |                                         |                                           |
| 2015/16 | Landesliga Sachsen-Anhalt                 |                                         |                                         |                                         |                                         |                                         |                                         |                                         | ?                                       | nie zakw.                               |                                         |                                         |                                         |                                         |                                         |                                         |                                           |
| 2016/17 | Landesliga Sachsen-Anhalt                 |                                         |                                         |                                         |                                         |                                         |                                         |                                         | ?                                       | nie zakw.                               |                                         |                                         |                                         |                                         |                                         |                                         |                                           |
| 2017/18 | Landesliga Sachsen-Anhalt                 |                                         |                                         |                                         |                                         |                                         |                                         |                                         | ?                                       | nie zakw.                               |                                         |                                         |                                         |                                         |                                         |                                         |                                           |
| 2018/19 | Landesklasse Sachsen-Anhalt               |                                         |                                         |                                         |                                         |                                         |                                         |                                         | ?                                       | nie zakw.                               |                                         |                                         |                                         |                                         |                                         |                                         |                                           |
| 2019/20 | Landesklasse Sachsen-Anhalt               |                                         |                                         |                                         |                                         |                                         |                                         |                                         | ?                                       | nie zakw.                               |                                         |                                         |                                         |                                         |                                         |                                         |                                           |
| 2020/21 | Landesliga Sachsen-Anhalt                 |                                         |                                         |                                         |                                         |                                         |                                         |                                         | ?                                       | nie zakw.                               |                                         |                                         |                                         |                                         |                                         |                                         |                                           |
| 2021/22 | Landesliga Sachsen-Anhalt                 |                                         |                                         |                                         |                                         |                                         |                                         |                                         | ?                                       | nie zakw.                               |                                         |                                         |                                         |                                         |                                         |                                         |                                           |

### Rozgrywki międzynarodowe

#### Europejskie puchary
W 1938 roku uczestniczył w rozgrywkach o Puchar Mitropa, przegrywając łącznie z czechosłowackim SK Kladno z wynikiem 1:3 i 2:1.

### Rozgrywki krajowe
Niemcy
| \| Niemcy \| Bilans występów klubu w rozgrywkach piłkarskich Niemiec (Stan na 31 lipca 2021 r.) \| \| |                                                                                    |        |       |   |   |   |    |    |     |           |        |        |        |
| Poziom                                                                                                | Rozgrywki                                                                          | Sezony | Mecze | Z | R | P | B+ | B– | Pkt | Lata      | Awanse | Spadki | Naj.   |
| I | Bundesliga                                                                         | 0      |       |   |   |   |    |    |     |           | 0      | 0      |        |
| II | 2. Bundesliga                                                                      | 0      |       |   |   |   |    |    |     |           | 0      | 0      |        |
| III                                                                                                   | Oberliga Nordost / 3. Liga                                                         | 2      |       |   |   |   |    |    |     | 1991–1993 | 0      | 1      | 8      |
| IV | Verbandsliga Sachsen-Anhalt / Regionalliga Nordost                                 | 1      |       |   |   |   |    |    |     | 1993/94   | 0      | 1      | 2      |
| V | Verbandsliga Sachsen-Anhalt / Oberliga Nordost                                     | 6      |       |   |   |   |    |    |     | 1994–1998 | 0      | 1      | 2      |
| | Puchar Niemiec                                                                     | 1      |       |   |   |   |    |    |     | 1991/92   | 0      | 0      | 2r.kw. |
| Niemcy                                                                                                | Bilans występów klubu w rozgrywkach piłkarskich Niemiec (Stan na 31 lipca 2021 r.) |        |       |   |   |   |    |    |     |           |        |        |        |

NRD
| \| \| Bilans występów klubu w rozgrywkach piłkarskich Niemiec (Stan na 31 maja 1991 r.) \| |                                                                                   |        |       |   |   |   |    |    |     |                                                   |        |        |      |
| Poziom                                                                                     | Rozgrywki                                                                         | Sezony | Mecze | Z | R | P | B+ | B– | Pkt | Lata                                              | Awanse | Spadki | Naj. |
| I                                                                                          | DDR-Oberliga                                                                      | 4      |       |   |   |   |    |    |     | 1950–1954                                         | 0      | 1      | 5    |
| II                                                                                         | Landesklasse Sachsen-Anhalt / DDR-Liga / NOFV-Liga                                | 13     |       |   |   |   |    |    |     | 1949/50, 1954/55, 1976–1978, 1979–1984, 1987–1991 | 1      | 4      | 1    |
| III                                                                                        | Bezirksklasse Sachsen-Anhalt / II. DDR-Liga / Bezirksliga Halle                   | 26     |       |   |   |   |    |    |     | 1948/49, 1955–1976, 1978/79, 1984–1987            | 4      | 0      | 1    |
|                                                                                            | Puchar NRD                                                                        | 21     |       |   |   |   |    |    |     | 1949–1991                                         | 0      | 0      | 1    |
|                                                                                            | Bilans występów klubu w rozgrywkach piłkarskich Niemiec (Stan na 31 maja 1991 r.) |        |       |   |   |   |    |    |     |                                                   |        |        |      |

## Piłkarze, trenerzy, prezydenci i właściciele klubu

### Trenerzy
- 1952–1953:  Erich Blanke
- 201?–201?:  Karsten Erdmann
- 201?–201?:  Siegfried Keller
- 202?–...:  Marcel Tietze

## Struktura klubu

### Stadion
Klub piłkarski rozgrywa swoje mecze domowe na Sportpark Thale w Thale, który może pomieścić 10 500 widzów.

### Inne sekcje
Klub prowadzi drużyny piłkarskie dla dzieci i młodzieży w różnym wieku. SV Stahl Thale ma ponad 40 sekcji, które są rozmieszczone w 12 dyscyplinach sportowych. Największe pod względem liczebności działy to piłka nożna i piłka ręczna w różnych klasach wiekowych, a następnie tenis i siatkówka. Pozostałe wydziały zajmują się głównie sportem rekreacyjnym i popularnym lub prezentują swoje umiejętności publicznie. Wśród innych dyscyplin: piłka nożna kobiet, badminton, boks, wspinaczka skałkowa, biegi narciarskie, tańce, lekkoatletyka, koszykówka, sztuki walki, gimnastyka, sport rekreacyjny, sport dla niepełnosprawnych.

## Kibice i rywalizacja z innymi klubami

### Derby
- Hallescher FC
- SV Dessau 05
- Turbine Halle